# Guachené
Guachené es uno de los 42 municipios del departamento de Cauca, Colombia. Está localizado en la Provincia Norte.
Se encuentra a 89 km de la capital departamental, Popayán. Es el último municipio creado en este departamento, en diciembre de 2006.

## Historia
Desde el año 1546 se tiene constancia de los primeros pobladores en la zona, los cuales fueron usados como mano de obra por la corona española.
Después de varios intentos para que Guachené fuera constituido un municipio, esto se logró el 19 de diciembre de 2006.

## Economía
Su principal actividad económica es el cultivo de caña de azúcar, también hay cultivos de maíz, sorgo, soya, yuca y frutales. 

## Límites del municipio
- Norte: Municipios de Padilla y Puerto Tejada.
- Sur: Municipio de Caloto.
- Oriente: Municipios de Corinto y Toribío.
- Occidente: Municipios de Santander de Quilichao.

## Demografía
Población Total: 19 815 hab. (2015)
- Población Urbana: 5 067
- Población Rural: 14 748

### Etnografía
Según las cifras presentadas por el DANE del censo 2005, la composición etnográfica del municipio es:
- Afrocolombianos (98%)
- Indígenas (2%)

## División Político-Administrativa
Además de su Cabecera municipal. Guachené tiene bajo su jurisdicción los siguientes Centros poblados:
- Barragán
- Campoalegre
- Caponera
- Ciénaga Honda
- Guabal
- La Cabaña
- La Cabañita
- La Dominga
- Llano de Taula Alto
- Llano de Taula Bajo
- Mingo
- Obando
- Sabaneta
- San Antonio
- San Jacinto
- San José

## Guacheneceños famosos
- Yesid Aponzá: Futbolista
- Yerry Mina: Futbolista
- Danovis Banguero: Futbolista
- Diber Cambindo: Futbolista

## Servicios públicos
- Energía Eléctrica: Compañía Energética de Occidente, es la empresa prestadora del servicio de energía eléctrica.
- Gas Natural: Gases de Occidente, es la empresa distribuidora y comercializadora de gas natural en el municipio.